# Région Sud (Malte)
Pour les articles homonymes, voir Région Sud.
La région Sud (en maltais : Reġjun Nofsinhar, en anglais : Southern Region) est une subdivision administrative de Malte, dont le siège est Qormi.

## Géographie
La région occupe le sud de l'île de Malte. Elle est limitrophe des régions centrale, Nord et Sud-Est.

## Conseils locaux
La région Sud regroupe quatorze conseil locaux : Birżebbuġa, Għaxaq, Gudja, Ħamrun, Kirkop, Luqa, Mqabba, Qormi, Qrendi, Safi, Santa Luċija, Siġġiewi, Ħaż-Żebbuġ et Żurrieq.

## Politique
La région est administrée par un comité régional de quinze membres.